# Randers
Randers (anhörenⓘ) ist eine Hafenstadt in Ost-Jütland, Dänemark, etwa 40 km nördlich von Aarhus und etwa 43 km östlich von Viborg. Sie wird vom Fluss Gudenå durchflossen, der in den Randersfjord mündet. Durch die Lage am besagten, nach der Stadt benannten, langgestreckten Fjord ist Randers jedoch 25 km von der Küste des Kattegats entfernt. Die Randers Kommune (1970–2006) hatte eine Fläche von 154 km². Im Rahmen einer neuen Strukturreform schlossen sich am 1. Januar 2007 die Gemeinden Langå, Mariager, Nørhald, Purhus und Sønderhald im ganzen oder teilweise mit Randers zusammen und bilden seither die neue Randers Kommune (Gesamtgebiet: 800,14 km²). Diese gehört zur Region Midtjylland (Region Mittel-Jütland).

## Geschichte
Randers wurde im 11. Jahrhundert gegründet, Spuren einer Bevölkerung reichen aber bis in die Zeit der Wikinger zurück.
Knut IV. (ca. 1043–1086), auch bekannt als Knut der Heilige und Schutzpatron Dänemarks, ließ Münzen in der Stadt prägen. Bauern machten in Randers einen Aufstand gegen Knut und seine Pläne England anzugreifen. Bei diesem Aufstand wurde der König getötet.
Eine Chronik des Essenbækklosters erzählt von einem Feuer, das die Stadt verwüstete. Die Stadt wurde im 12./13. Jahrhunderts dreimal zerstört, u. a. 1246, als die Stadt während des Aufstandes gegen König Erik IV. von Truppen seines Bruders Abel niedergebrannt wurde.
Im Jahr 1302 wurde Randers das Stadtrecht verliehen.
In der Stadtmitte befindet sich das Haus, in dem Niels Ebbesen der Legende nach Graf Gerhard III. am 1. April 1340 tötete. Zu dieser Zeit war ganz Jütland und Fünen in der Hand der Schauenburger Grafen. Der Tod Gerhards führte zur Rebellion gegen die Deutschen. Ebbesen kam noch im selben Jahr in einer Schlacht bei Skanderborg ums Leben. Heute steht ihm zu Ehren eine Statue vor dem Rathaus von Randers.
1350 wurde die Stadt unter der Herrschaft König Valdemar Atterdags befestigt. Sieben Jahre später wurde die Festung von unzufriedenen Adligen besetzt. 1359 wurde die Stadt von Valdemar zurückerobert.
Im Jahre 1534 scheiterte ein Bauernaufstand am Versuch, die Stadt zu stürmen, da massive Grabenanlagen in der Regentschaft von König Christian III. (1534–1559) errichtet worden waren.
Der Hafen der Stadt war zwar nicht besonders groß, jedoch verfügte er über eine gute Werft und einige Straßenanbindungen, sodass es im 18. und 19. Jahrhundert zu einem Handelsaufschwung kam.
Zum Höhepunkt diese Aufschwungs gab es fast 170 Händler in der Umgebung und eine beachtliche Flotte, die um die Welt segelte. Einige alte Fachwerkgebäude und Händleranwesen aus dieser Zeit können noch heute in der Stadt gesehen werden.
Randers gewann an Bedeutung und so stiegen in dieser Zeit auch die Einwohnerzahlen der Stadt stark an.

## Entwicklung der Einwohnerzahlen
| Jahr      | 1880   | 1981   | 1990   | 2000   | 2006   | 2009   | 2010   |
| Einwohner | 13.457 | 56.704 | 55.220 | 58.635 | 55.909 | 59.842 | 60.227 |

## Wirtschaft
Randers ist Standort der Handschuhfabrikation und der lebensmittelverarbeitenden Industrie. Der Firmensitz von Vestas, des Weltmarktführers für Windenergieanlagen, liegt ebenfalls in der Stadt.
In der Stadt befand sich bis Mitte 2010 außerdem ein Mähdrescherwerk der Firma AGCO (ehemals Dronningborg Maskinenwerk). Die Stadt ist zudem ein Standort der Verpackungs- und Papierbranche. Dort wurden 2007 etwa 900 Mitarbeiter beschäftigt.
Die Fußgängerzone Houmeden wurde 1963 eingerichtet und ist damit Dänemarks älteste.

## Verkehr
Randers besitzt einen Flughafen, den Randers Flyveplads. Die Stadt ist an die E 45 (Abschnitt Nordjyske Motorvej) angebunden.

## Bauwerke

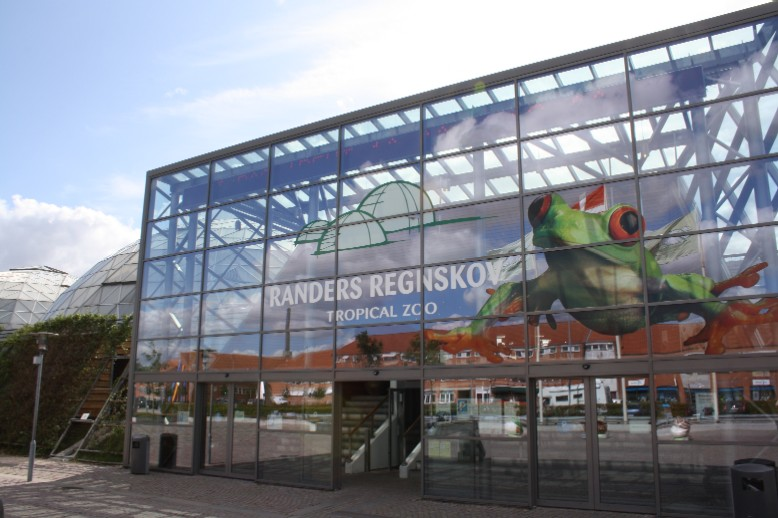
Randers Regnskov

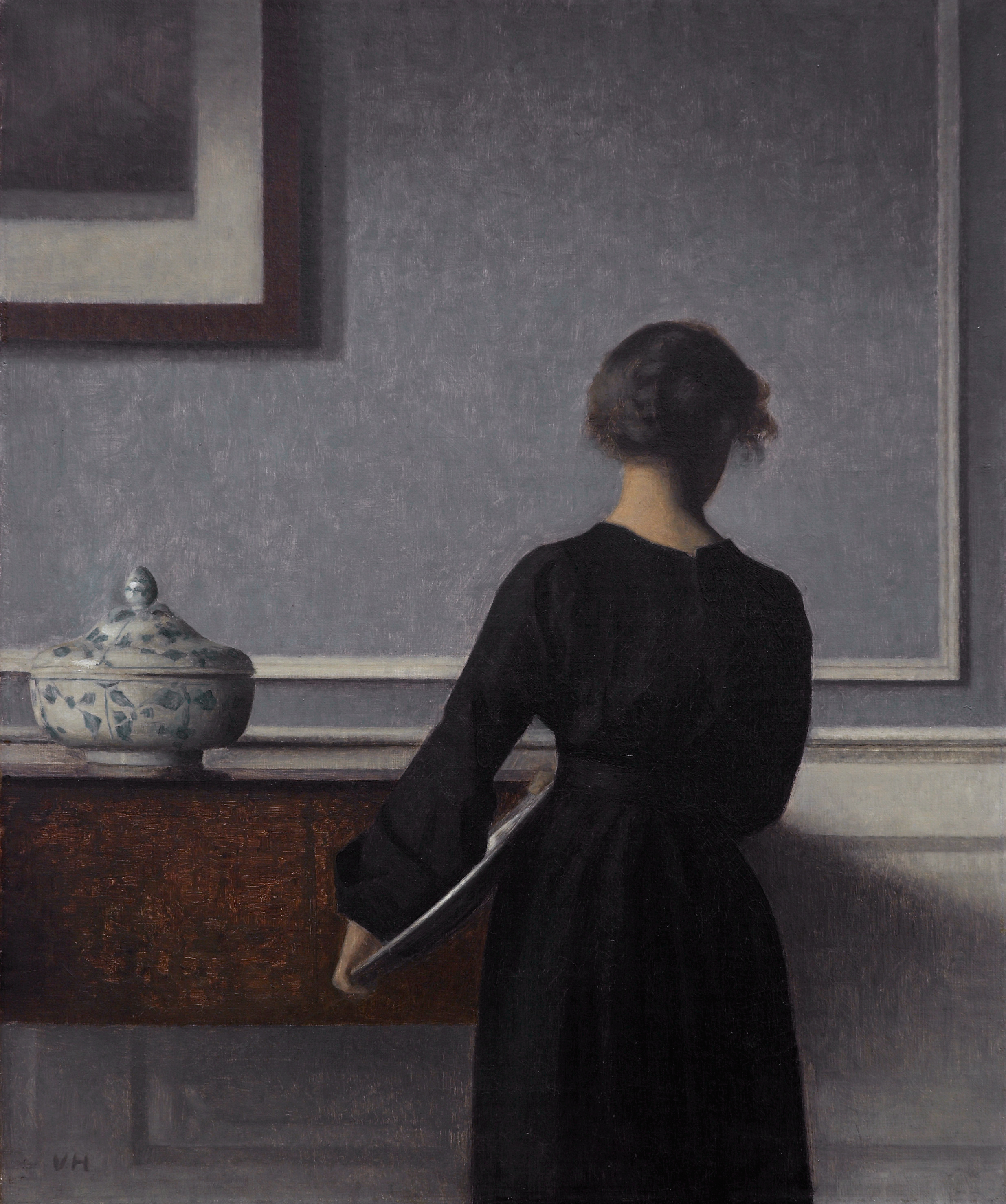
Interieur mit Rückenansicht einer Frau von Vilhelm Hammershøi, ausgestellt im Kunstmuseum

In der Altstadt von Randers stehen viele historische Gebäude, wie das alte Rathaus, welches 1778 im Stile des Barock errichtet wurde. Sehenswert ist die St.-Mortens-Kirche aus dem 15. Jahrhundert. Der Indoor-Zoo Randers Regnskov gilt als eine der größten Attraktionen der Stadt. Er besteht aus drei Glaskuppeln, in denen sich die meisten Tiere frei bewegen können. In der Nähe von Randers befindet sich das Schloss Clausholm, das um 1690 errichtet wurde. Es besitzt einen der größten Barockgärten Dänemarks.

### Museen
Randers hat zahlreiche Museen:
- Das Kunstmuseum; es wurde 1891 errichtet und zeigt vor allem Werke dänischer Künstler der letzten 200 Jahre, darunter von Wilhelm Freddie und Theodor Philipsen.
- Das Modelleisenbahnmuseum Modelbane Europa liegt in Hadsten etwas außerhalb der Stadt und stellt eine Reise durch Mitteleuropa dar.
- Das Kulturhistorische Museum zeigt eine Sammlung vom Altertum bis in die Neuzeit, aus der die Sammlung von Runensteinen herausragt.
- Das Handwerksmuseum Kejsergaarden. Im selben Gebäude befinden sich auch eine Ausstellung des dänischen Friseurmuseums und des dänischen Optikmuseums.
- Das dänische Designmuseum zeigt einen Einblick in die letzten 100 Jahre dänischen Designs.
- Das Nielstrupmuseum vermittelt einen Eindruck des Lebens im früheren Dänemark bis in die 1950er Jahre.
- Das Elvis Presley Museum ist das einzige stationäre Elvismuseum außerhalb der USA.
- Via Internetradio sendet die Station "Always Elvis Radio" den ganzen Tag nur Elvis-Hits.

In Randers und seiner Umgebung befinden sich zahlreiche kleinere private Kunstgalerien.

### Theater
Die Organisationen „Vaerket“ und „Nørhald Musik- og Teaterforening“ organisieren in der Stadt die meisten Aufführungen. Seit 1988 findet jährlich das „Støvringgaard Festspil“ statt.

## Sport
In Randers sind der Fußballerstligist und viermalige Pokalsieger Randers FC sowie der Frauenhandballerstligist Randers HK beheimatet.
Randers FC sowie der Sportverein Randers Freja, dessen erste Fußballherrenmannschaft in der 3. dänischen Liga spielt, teilen sich das Stadion Essex Park Randers, welches 12.000 Zuschauer fasst (Stand 2010/2011).

## Städtepartnerschaften
- Ålesund, Norwegen
- Akureyri, Island
- Lahti, Finnland

## Söhne und Töchter der Stadt
- Christian Juel (1855–1935), Mathematiker
- Didrik Nyholm (1858–1931), Jurist
- Otto Jespersen (1860–1943), Linguist
- Karin Michaëlis (1872–1950), Journalistin und Schriftstellerin
- Carl Hansen Ostenfeld (1873–1931), Botaniker und Hochschullehrer
- Stellan Rye (1880–1914), Drehbuchautor und Filmregisseur
- Johan Ankerstjerne (1886–1959), Kameramann
- Ville Jais Nielsen (1886–1949), Malerin
- Elga Bassøe (1896–1987), Schauspielerin
- Harry Holm (1902–1987), Turner
- Jens Otto Krag (1914–1978), Politiker
- Knud Dyby (1915–2011), Widerstandskämpfer gegen die Nationalsozialisten
- Inger Exner (* 1926), Architektin
- Mogens Camre (1936–2016), Politiker
- Peter Steen (1936–2013), Schauspieler
- Jesper Tørring (* 1947), Leichtathlet
- Kamma Flæng (* 1976), Fußballspielerin
- Claus Flensborg (* 1976), Handballspieler
- Søren Galatius (* 1976), Mathematiker
- Jonas Dahl (* 1978), Politiker (SF)
- Michael Gravgaard (* 1978), Fußballspieler
- Katrine Fruelund (* 1978), Handballspielerin
- Jens-Erik Madsen (* 1981), Radrennfahrer
- Camilla Dalby (* 1988), Handballspielerin
- Simone Böhme (* 1991), Handballspielerin
- Rasmus Lauge Schmidt (* 1991), Handballspieler
- Emmelie de Forest (* 1993), Popmusikerin
- Mads Würtz Schmidt (* 1994), Radrennfahrer
- Jacob Lassen (* 1995), Handballspieler
- Signe Bruun (* 1998), Fußballspielerin
- Malene Kejlstrup (* 2002), Radrennfahrerin